# Miho Kaneda
Miho Kaneda (金田 美保, Kaneda Miho) is een voormalig Japans voetbalster.

## Carrière
Kaneda maakte op 7 juni 1981 haar debuut in het Japans vrouwenvoetbalelftal tijdens een wedstrijd om het Aziatisch voetbalkampioenschap vrouwen in 1981 tegen het Chinees Taipei. Ze heeft 5 interlands gespeeld voor het Japanse voetbalelftal.

## Statistieken
| Japans vrouwenvoetbalelftal | Japans vrouwenvoetbalelftal | Japans vrouwenvoetbalelftal |
| Jaar                        | Wed.                        | Dlp.                        |
| --------------------------- | --------------------------- | --------------------------- |
| 1981                        | 5                           | 0                           |
| Totaal                      | 5                           | 0                           |